# Yasemin Oz
Yasemin Öz es una abogada y activista por los derechos LGBT turca. Mientras estudiaba derecho, fundó KAOS GL y realiza informes sobre cuestiones de derechos humanos en Turquía. Öz participa en grupos de ONU Mujeres y recibió el premio Felipa de Souza de OutRight Action International en 2013.

## Trayectoria
Yasemin Öz estudió derecho en la Universidad de Ankara. Se unió a un grupo de estudiantes que trataba temas LGBTIQ. En 1994, el grupo se convirtió en KAOS GL, la Asociación de Solidaridad e Investigación Cultural de Gays y Lesbianas de Kaos (en turco: Kaos Gey ve Lezbiyen Kültürel Araştırmalar ve Dayanışma Derneği). KAOS GL es ahora una organización LGBT líder en Turquía.

## Carrera
Öz se graduó en 1997 y comenzó a ejercer como abogada, mientras continuaba su activismo en KAOS GL. También asumió el asesoramiento a la organización, asistiéndola en la obtención de estatus legal como fundación en 2005 e impugnando la censura de una revista que se centraba en las experiencias de las mujeres trans turcas. Öz realiza informes sobre cuestiones de derechos humanos en Turquía. Es autora de uno sobre transfobia y homofobia para el Instituto Danés de Derechos Humanos y realiza un informe anual para KAOS GL que supervisa la discriminación contra las personas LGBTIQ. En 2015, redactó el borrador "La libertad de expresión de las personas LGBTI en Internet" (en turco: LGBTİ’lerin İnternet Yoluyla İfade Özgürlüğü).
Öz participa en el Grupo Informal de Referencia LGBTI de ONU Mujeres y en el Grupo Asesor de la Sociedad Civil de Europa y Asia Central. También ha apoyado la campaña del académico Pınar Selek contra el procesamiento por una explosión en Estambul en 1998. Öz se describe a sí misma como una feminista lesbiana.

## Reconocimientos
Recibió el premio Felipa de Souza de OutRight Action International en 2013.